# Екселсиор (хотел в Солун)
„Екселсиор“ (на гръцки: «Εξέλσιορ») е емблематичен хотел в град Солун, Гърция. Сградата е един от шедьоврите в центъра на града.

## Местоположение
Хотелът е разположен на ъгъла на улица „Йоанис Комнинос“ № 10 и „Митрополеос“ № 23.

## История
Сградата е построена в 1925 година по проект на френския инженер Жозеф Плебер и архитект Ели Хасид Фернандес. Представлява луксозен хотел, заедно с „Астория“, „Валканики Европи“, „Модерн“ и други. Може да бъде описан като хотел близнак на „Турист“, който се намира отсреща. Първият собственик е едрият земевладелец Арсен Маталон, поради което сградата е известна в миналото като имението „Маталон“. По-късно започва да работи като хотел, но в 1978 година е силно повреден от голямото земетресение и е изоставен. В 2009 година е реставриран от новите собственици семейство Торнивукас. След това отново функционира като хотел.
Зданието е обявено за културна ценност и е включено в списъка на защитените обекти в 1983 година.

## Архитектура
В архитектурно отношение сградата е проектирана с приземен етаж и с 4 етажа, всеки от които разполага с 12 стаи с мивки. Общите бани и тоалетни са организирани на две островчета в двата края на сградата.
Ели Хасид Фернандес и Жозеф Плебер се възползват от ъгловия парцел, за да създадат сграда, центрирана върху тясната скосена страна. От тази страна е главният вход, който е увенчан от полувъншно пространство с две двойки колони и фронтон. По-малки фасади са създадени на улиците „Йоанис Комнинос“ и „Митрополеос“, с полукръгла корона, увенчаваща централната отливка от всяка страна. Днес входът се намира от страната на улица „Митрополеос“, в една от двете врати – вероятно спомагателни, съществуващи от преди. Над днепния вход има голям полукръг прозорец, който предлага естествена светлина във входното антре и стълбището. Интериорът е с гипсова украса по стените и таваните, мраморни стълби, дървени и ковани парапети. Характерен елемент са извитите капандури, които естествено осветяват стълбището.